# Championnats du monde de pentathlon moderne 1950
Navigation
Édition précédente Édition suivante
Les championnats du monde de pentathlon moderne 1950, deuxième édition des championnats du monde de pentathlon moderne, ont eu lieu en 1950 à Berne, en Suisse.

## Podiums

### Hommes
| Épreuves    | Or                                        | Argent                                             | Bronze                                                   |
| ----------- | ----------------------------------------- | -------------------------------------------------- | -------------------------------------------------------- |
| Individuel  | Suède Lars Hall                           | Italie Duilio Brignetti                            | Finlande Lauri Vilkko                                    |
| Par équipes | Suède Bertil Haase Lars Hall Thor Henning | Finlande Viktor Platan Ville Taalikka Lauri Vilkko | Italie Duilio Brignetti Gianni Cantoni Giulio Palmonella |